# 히드로클로로티아지드
히드로클로로티아지드(Hydrochlorothiazide, HCTZ 또는 HCT)는 고혈압, 부종을 치료하기 위해 주로 사용되는 이뇨제 약물이다. 다른 용도로는 요붕증, 요세관성 산증, 그리고 칼슘 과다 요증이 있는 환자의 신졍결석 위험 감소가 포함된다. 고혈압의 경우 최우선 치료 방식으로 간주되지만, 클로르탈리돈이 비슷한 비율의 부작용과 함께 더 효과적이다. HCTZ는 구강으로 섭취하며 효과 증진을 위해 다른 혈압약(한 알 분량)과 함께 결합하여 복용할 수 있다.
잠재적인 부작용으로는 신장 기능 저하, 저칼륨혈증을 포함한 수분-전해질 불균형, 확률은 낮지만 저나트륨혈증, 통풍, 고혈당증, 기립성 저혈압 등이 포함된다. 술파제에 알레르기가 있는 사람에게는 HCTZ에 알레르기 반응을 더 자주 보이는 것으로 보고되고 있으나, 이러한 관련은 그다지 잘 뒷받침되지 않는다. 임신 중에 복용해도 되지만 이 임신 그룹에 최우선적으로 적용되는 약물은 아니다.
티아지드 약물계에 속하며 수분 지탱을 위해 콩팥의 기능을 저하시킴으로써 동작한다. 처음에는 혈액의 양을 감소시키고 심장으로 반환되는 혈액의 양인 심박출량을 줄인다. 장기적으로는 주변혈관저항을 낮추는 것으로 간주된다.
2개의 기업 Merck, Ciba는 자사들이 1959년에 상용화된 약물을 발견했다고 주장한다. 의료제도에 필수적인 가장 효과적이고 안전한 의약품인 WHO 필수 의약품 목록에 등재되어 있다. 제네릭 의약품으로 구매가 가능하며 상대적으로 가격이 저렴한 편이다. 2016년, 미국 내에서 4,300만 건 이상의 처방과 더불어 12번째로 많이 처방을 받은 약물이었다.

## 부작용
- 저칼륨혈증
- 마그네슘 결핍병, 저나트륨혈증, 고칼슘혈증을 포함한 혈청 전해질 수준의 기타 방해
- 고요산혈증
- 고혈당증
- 고지혈증
- 두통
- 구역질/구토
- 광민감
- 체중 증가
- 통풍
- 췌장염